# USS Hannah
USS Hannah – amerykański szkuner z okresu wojny o niepodległość Stanów Zjednoczonych, który został przejęty przez Continental Navy w 1775 roku. Był pierwszą uzbrojoną jednostką rewolucji amerykańskiej. Uznawany za pierwszy okręt w historii US Navy.

## Historia
Po zbudowaniu w 1775 roku, pierwszym właścicielem szkunera rybackiego „Hannah” był John Glover, późniejszy generał walczący w wojnie o niepodległość Stanów Zjednoczonych. Jednostka została wcielona w skład armii kontynentalnej 2 września 1775 roku, przez generała Georga Washingtona, który zapłacił za nią z własnych środków. Załogę stanowili głównie mieszkańcy osady Marblehead, z której pochodził pierwotny właściciel jednostki. Po uzbrojeniu w cztery działa 4-funtowe „Hannah” miała atakować brytyjskie jednostki handlowe.
10 października 1775 roku doszło do starcia z brytyjskim slupem HMS „Nautilus”, po którym „Hannah” doznała drobnych uszkodzeń. W tym czasie George Washington uznał, że inne, większe okręty lepiej będą wypełniały zadania atakowania wrogich jednostek, w związku z czym „Hannah” została wycofana ze służby.